# 北ビオコ県
北ビオコ県 （スペイン語: Provincia Bioko Norte）は赤道ギニアの県のひとつ。ビオコ島北部に位置する。南を南ビオコ県と州境を接する。面積776km2、人口231,428人（2001年調査）。県都は赤道ギニアの首都でもあるマラボ。